# Alexandra Reinwarth
Alexandra Reinwarth (* 1973 in Nürnberg) ist eine deutsche Journalistin und Buchautorin.

## Leben und Wirken
Alexandra Reinwarth wuchs in Regensburg auf, besuchte dort die Killermann-Schule, machte am Goethe-Gymnasium das Fachabitur und begann in München ein Studium der Sozialpädagogik. Ab 2000 lebte sie längere Zeit in Barcelona und war dort als Produktionsassistentin und Produzentin für Werbefilme und als Buchautorin tätig. Ab 2006 arbeitete sie ausschließlich als Autorin. Seit 2016 ist sie in Valencia zu Hause.
Im ersten Halbjahr 2017 hat Alexandra Reinwarth mehr als 360 000 Bücher verkauft; sie gilt als eine der erfolgreichsten Non-Fiction-Autorinnen im deutschsprachigen Markt. Sie beschäftigt sich vor allem mit persönlichen Erfahrungen und Alltagsproblemen wie dem Aufräumen (Das Glücksprojekt), dem Liebesleben (Miss Sex), der „guten Figur“ (Das Fitness-Projekt) und Problemen der Kindererziehung (Wasserfeste Stifte hat der Teufel erfunden).
Alexandra Reinwarth hat einen Sohn und lebt in Spanien.

## Werke
- mit Oliver Kuhn, Axel Fröhlich: Fmieb. Lappan, Oldenburg 2006, ISBN 3-8303-6134-3.
- mit Oliver Kuhn, Axel Fröhlich: Arschgeweih. Ullstein, Berlin 2007, ISBN 978-3-550-07897-2. Aktualisierte Ausgabe 2008, ISBN 978-3-548-37207-5.
Rumänisch: Adevărata enciclopedie a prezentului. Nemira, Bukarest 2008, ISBN 978-973-143-227-4.
- mit Oliver Kuhn, Axel Fröhlich: Wörter, die die Welt noch braucht. Knaur, München 2008, ISBN 978-3-426-78102-9.
- Miss Sex. mvg, München 2010, ISBN 978-3-86882-159-8.
- mit Axel Fröhlich, Oliver Kuhn: Die große Brocklaus. Droemer, München 2010, ISBN 978-3-426-27471-2.
- Das Glücksprojekt. Wie ich (fast) alles versucht habe, der glücklichste Mensch der Welt zu werden.  mvg, München 2010, ISBN 978-3-86882-205-2. Neuauflage 2015, ISBN 978-3-86882-645-6.
- mit Oliver Kuhn, Axel Fröhlich: iDoof, youDoof, wiiDoof. Überarbeitete Ausgabe von Arschgeweih. Ullstein, Berlin 2011, ISBN 978-3-548-37400-0.
- Hape. Riva, München 2011, ISBN 978-3-86883-139-9.
- mit Susanne Glanzner: Der Chick-Code. Riva, München 2011, ISBN 978-3-86883-169-6.
Tschechisch: Chick Code. Grada, Prag 2012, ISBN 978-80-247-4409-4.
- mit Oliver Kuhn, Axel Fröhlich: Besseres Gesetzbuch. Knaur, München 2011, ISBN 978-3-426-78509-6.
- Das Fitness-Projekt. mvg, München 2012, ISBN 978-3-86882-252-6.
- Das „Sinn-des-Lebens“-Projekt. mvg, München 2013, ISBN 978-3-86882-291-5.
- Das Sexprojekt. mvg, München 2013, ISBN 978-3-86882-289-2.
- mit Matthias Schweighöfer, Axel Fröhlich: Beziehungskrankheiten, die nur der Schlussmacher heilen kann. Riva, München 2013, ISBN 978-3-86883-289-1.
- mit Jael Backe: Sei dein eigener Arzt. mvg, München 2014, ISBN 978-3-86882-506-0.
- Am Arsch vorbei geht auch ein Weg. Wie sich dein Leben verbessert, wenn du dich endlich locker machst. mvg, München 2016, ISBN 978-3-86882-666-1.
- Das McBook. Von den Burgern der Zukunft, der Filiale der Queen und Igeln im Eisbecher – (fast) alles über McDonald’s. mvg, München 2017, ISBN 978-3-7423-0386-8.
- Das Leben ist zu kurz für später. mvg, München 2018, ISBN 978-3-86882-916-7.
- Glaub nicht alles, was du denkst. Wie du deine Denkfehler entlarvst und endlich freie Entscheidungen triffst. mvg, München 2019, ISBN 978-3-7474-0043-2.
- mit Ingo Krassnitzer: Am Arsch vorbei geht auch ein Weg – Das Kochbuch. mvg, München 2020, ISBN 978-3-7474-0171-2.
- Am Arsch vorbei geht auch ein Weg – Jetzt erst recht. mvg, München 2020, ISBN 978-3-7474-0218-4.